# فرماندهی و تسخیر: هشدار سرخ (بازی ویدئویی)
وضعیت قرمز (به انگلیسی: Red Alert) نام یک بازی ویدئویی محصول شرکت West Wood است که برای اولین بار در سال ۱۹۹۷ میلادی ساخته شد. این بازی دو بعدی بوده و در دسته بازی‌های استراتژیک قرار می‌گیرد. اکثر استفاده‌کننده گان این بازی پسرهای جوان می‌باشند.
این بازی تحت شبکه نیز قابل اجراست و ویرایش دوم و سوم آن نیز تولید شده‌اند.

## گیم پلی
سیستم اصلی:
بازی شامل جمع آوری منابع معدنی و جواهرات برای تولید اعتبار است. این منابع برای ساخت ساختمان ها، تولید واحدهای نظامی و تعمیرات استفاده می شوند. جواهرات ارزش بیشتری دارند اما قابل تجدید نیستند.
مدیریت پایگاه:
بازیکنان باید نیروگاه بسازند تا برق مورد نیاز تاسیسات را تامین کنند. بدون برق کافی، سیستم های دفاعی مانند رادار و تسلا کویل کار نمی کنند. می توان با استفاده از مهندس ها ساختمان های دشمن را تصرف کرد.
کنترل واحدها:
امکان گروه بندی واحدها و دادن دستورات گروهی وجود دارد. بازیکنان می توانند چندین واحد را همزمان کنترل کنند.
تفاوت جناح ها:
شوروی:
- واحدهای سنگین و قوی اما گران قیمت
- دفاع زمینی عالی با تسلا کویل
- تنوع واحدهای هوایی
- سلاح ویژه: پرده آهنین
متفقین:
- واحدهای سریع تر و ارزان تر
- برتری در نبردهای دریایی
- سیستم اطلاعاتی پیشرفته
- سلاح ویژه: کرونوسفر
داستان اصلی Command & Conquer: Red Alert

## پیش زمینه داستان:
داستان بازی در یک جهان موازی اتفاق می افتد. در سال ۱۹۴۶ در محل آزمایش ترینیتی نیومکزیکو، آلبرت انیشتین آماده سفر در زمان می شود. او با ماشین زمان خود به ۲۰ دسامبر ۱۹۲۴ در زندان لندسبرگ آلمان سفر می کند، جایی که با آدولف هیتلر ملاقات می کند. پس از یک گفتگوی کوتاه، انیشتین با هیتلر دست می دهد و این عمل باعث حذف هیتلر از خط زمانی می شود.
تغییر تاریخ:
با ناپدید شدن هیتلر، حزب نازی هرگز به قدرت نمی رسد. در این جهان جدید، اتحاد جماهیر شوروی تحت رهبری ژوزف استالین به قدرت بی رقیب تبدیل می شود. شوروی ابتدا بخش هایی از چین را اشغال می کند و سپس به اروپای شرقی حمله می برد تا چشم انداز استالین برای تسلط بر تمام اوراسیا محقق شود.
شکل گیری جنگ:
کشورهای اروپای غربی (از جمله آلمان که مجددا مسلح شده) متحد شده و "نیروهای متفقین" را تشکیل می دهند. آنها جنگ چریکی را علیه ارتش شوروی آغاز می کنند و این آغاز یک جنگ جهانی دوم جایگزین است.
پایان بندی ها:
پایان متفقین:
پس از محاصره مسکو، گروهی از سربازان متفقین استالین را زنده اما زیر آوار کرملین پیدا می کنند. هنگامی که می خواهند او را نجات دهند، ژنرال استاوروس وارد می شود و به آنها دستور می دهد آنجا را ترک کنند. سپس استاوروس با یک سنگ بزرگ سر استالین را می کوبد و او را می کشد.
پایان شوروی:
در کاخ باکینگهام تصرف شده، استالین به فرمانده (بازیکن) تبریک می گوید، اما نادیا او را مسموم می کند. پس از مرگ استالین، نادیا اعلام می کند که اکنون شوروی تحت حکومت "برادری نود" قرار دارد که قصد دارد تا دهه 1990 در خفا بماند. در این هنگام کین وارد شده و نادیا را به خیانت متهم می کند. او به "رفیق رئیس" جدید (بازیکن) می گوید که در واقع او مغز متفکر اصلی است.
نکات داستانی مهم:
- این داستان ارتباطی با سری تیبریوم دارد و مقدمه ای بر ظهور برادری نود است.
- انتخاب های بازیکن در طول بازی سرنوشت جهان را تغییر می دهد.
- شخصیت کین که در سری تیبریوم نقش اصلی دارد، اولین بار در اینجا معرفی می شود.

## ویژگی های کشورها:
هر کشور دارای مزیت خاصی است:
- آلمان: قدرت آتش بیشتر
- انگلیس: استحکام بالاتر
- فرانسه: سرعت شلیک بیشتر
- روسیه: هزینه ساخت کمتر
- اوکراین: سرعت حرکت بیشتر
حالت های بازی:
- کمپین تک نفره با دو مسیر متفاوت
- حالت چندنفره و اسکیرمیش
- ویرایشگر نقشه برای ساخت سناریوهای دلخواه
برخی واحدها مانند بالگردهای ترابری فقط در حالت چندنفره قابل استفاده هستند. این سیستم متعادل باعث شده بازی همچنان محبوب باقی بماند.

## ارتباط با سری تیبریوم
پیش‌زمینه‌سازی توسط وستوود:
وستوود استودیوز، رد آلرت را به عنوان پیش‌درآمد تیبرین داون و به تبع آن کل سری تیبریوم طراحی کرد. در طول کمپین شوروی، کین به عنوان مشاور مرموز استالین ظاهر می‌شود که نشان می‌دهد او محرک اصلی جنگ بین شوروی و متفقین برای اهداف بلندمدت برادری نود بوده است.
نقش کلیدی شخصیت‌ها:
- نادیا (رئیس ان.کا.وِ.د و معشوقه استالین) که عضو مخفی برادری نود است
- کین که در پایان نادیا را ترور می‌کند و خود را "آینده" معرفی می‌نماید
- اشاره به تشکیل "گروه عملیات ویژه اکو: بلک اپس ۹" که پیش‌درآمد GDI در سری تیبریوم است
نظریه خطوط زمانی موازی:
برای حل تناقض زمانی بین رد آلرت و تیبرین داون، نظریه‌ای مطرح شده که بر اساس آن:
۱. اگر کمپین متفقین تکمیل شود: برادری نود کنترل امپراتوری شوروی را به دست می‌گیرد
۲. اگر کمپین شوروی تکمیل شود: خط زمانی به سمت رد آلرت ۲ پیش می‌رود (که ارتباطی با سری تیبریوم ندارد)
تایید طراح اصلی:
آدام ایزگرین (طراح سری C&C) تأیید کرده که:
- تیبرین داون در ادامه پایان متفقین در رد آلرت اتفاق می‌افتد
- رد آلرت ۲ و انتقام یوری در جهان موازی دیگری رخ می‌دهند
- ممکن است آزمایش‌های نیکولا تسلا باعث جلب توجه اسکرین و ورود تیبریوم به زمین شده باشد
سیاست الکترونیک آرتز:
با انتشار مجموعه The First Decade در ۲۰۰۶، EA سه جهان مجزا برای سری C&C در نظر گرفت که این تصمیم با اتصالات داستانی وستوود در تضاد بود. هرچند در تیبریوم وارز (۲۰۰۷) به عکس‌های قدیمی کین در رد آلرت اشاره شد که سن او را حدود ۱۲۵ سال در ۲۰۳۰ نشان می‌داد.

## انتشار رایگان بازی
به مناسبت سیزدهمین سالگرد مجموعه Command & Conquer و همزمان با اعلام بازی Red Alert 3، شرکت الکترونیک آرتز نسخه اصلی Red Alert را به صورت رایگان منتشر کرد. پس از پایان این اقدام تبلیغاتی، این شرکت اجازه داد سایت‌های شخصی نیز این بازی و افزونه‌های آن را به صورت رایگان در اختیار کاربران قرار دهند.
اقدامات جامعه طرفداران:
- بسته‌بندی مجدد بازی در قالب نصب‌کننده‌های جدید که نیاز به استفاده از فایل‌های ISO اصلی را حذف می‌کند
- اضافه کردن آخرین وصله‌های غیررسمی که شامل:
   به‌روزرسانی سیستم رندرینگ بازی
   حذف فایل‌های تکراری
   رفع اشکالات و باگ‌های بازی
   اضافه کردن محتوای نسخه پلی‌استیشن
- گنجاندن ابزارهای ساخت ماد (مود) و نرم‌افزارهای مورد نیاز برای بازی چندنفره
این اقدامات جامعه طرفداران باعث شده نسخه کلاسیک Red Alert همچنان بر روی سیستم‌های عامل مدرن قابل اجرا باشد و تجربه بازی بهبود یابد.

## توسعه بازی
تیم توسعه Red Alert حدود ۳۰ نفر عضو داشت. در مراحل اولیه طراحی، بازی در بستر تاریخی واقعی جنگ جهانی دوم قرار داشت، اما وستوود استودیوز به دلایل زیر این ایده را تغییر داد:
تغییرات کلیدی در طراحی:
1. دلایل حساسیت‌زا: نگرانی از حضور جناح نازی به عنوان یک طرف بازی‌پذیر
2. جهان جایگزین: ایجاد یک نسخه آلترناتیو از جنگ جهانی دوم با تاریخ متفاوت
3. ارتباط با سری تیبریوم: در ابتدا قرار بود پیش‌درآمدی برای Command & Conquer اصلی باشد تا:
   - منشأ فناوری‌های پیشرفته را توضیح دهد
   - نشان دهد چگونه GDI جایگزین ناتو شده است
   - هر دو پایان‌بندی (متفقین و شوروی) به تیبرین داون ختم شوند
تصمیم نهایی:
وستوود در نهایت تصمیم گرفت Red Alert را به عنوان یک سری مستقل معرفی کند، اگرچه برخی ارتباطات داستانی با سری اصلی باقی ماند. این تصمیم منجر به ایجاد دو خط داستانی موازی شد:
- خط زمانی اصلی (متفقین) که به تیبرین داون منجر می‌شود
- خط زمانی جایگزین (شوروی) که در بازی‌های بعدی رد آلرت دنبال شد
این تغییرات نشان‌دهنده چالش‌های طراحی جهان‌سازی در بازی‌های استراتژی است که باید بین جذابیت گیم‌پلی و ملاحظات فرهنگی تعادل برقرار کند.

## موسیقی بازی
موسیقی بازی توسط فرانک کلیپکی ساخته شد و به عنوان بهترین موسیقی متن بازی رایانه‌ای سال ۱۹۹۶ توسط مجلات پی‌سی گیمر و گیم‌اسلایس انتخاب گردید.

## بسته‌های الحاقی
۱. کانتراسترایک و آفترمث (۱۹۹۷)  (Counterstrike - The Aftermath)
در سال ۱۹۹۷، دو بسته الحاقی برای نسخه رایانه شخصی منتشر شدند:  
- Command & Conquer: Red Alert: Counterstrike  
- Command & Conquer: Red Alert: The Aftermath  
این بسته‌ها توسط وستوود استودیوز با همکاری Intelligent Games (استودیوی لندنی) توسعه یافتند. نقشه‌های چندنفره با مشارکت بازیکنان حاضر در رتبه‌بندی Compuserve Red Alert طراحی شدند. محتوای جدید شامل:  
- واحدهای جدید  
- مأموریت‌های تازه  
- نقشه‌های اضافه  
- موسیقی جدید  
آمار فروش:  
- کانتراسترایک (منتشر شده در آوریل ۱۹۹۷) تا اکتبر همان سال ۶۵۰,۰۰۰ نسخه در سراسر جهان فروخت و به پرفروش‌ترین بسته الحاقی تاریخ بازی‌های رایانه‌ای تا آن زمان تبدیل شد.  
- این بسته شامل مأموریت‌های مخفی "It Came from Red Alert" بود که در آن بازیکن با ارتشی از مورچه‌های غول‌پیکر جهش‌یافته می‌جنگید.  
آفترمث واحدهای جدیدی را به بازی اضافه کرد، از جمله:  
- متفقین: مکانیک صحرایی، تانک کرونو  
- شوروی: زیردریایی موشک‌انداز، شوک تروپر، تانک M.A.D، تانک تسلا  
- مشترک: کامیون تخریبگر  
- همچنین صدها نقشه جدید با اندازه‌های بزرگ‌تر به بازی اضافه شد.  
---
۲. ریتالییشن (۱۹۹۸)  (Retaliation)
در ۲۸ آگوست ۱۹۹۸، Command & Conquer: Red Alert – Retaliation برای کنسول پلی‌استیشن منتشر شد. این نسخه شامل:  
- ترکیبی از دو بسته الحاقی رایانه شخصی  
- مأموریت‌های مخفی مورچه‌ها  
- قابلیت ذخیره‌سازی وسط مأموریت  
- واحدهای جدید مانند تانک تسلا و شوک تروپر  
- ۱۰۵ نقشه اسکیرمیش  
- حالت Soylent Green که در آن معادن به غیرنظامیان تبدیل می‌شوند و کامیون‌ها با افکت‌های صوتی عجیب آن‌ها را جمع‌آوری می‌کنند!  
فیلم‌های انحصاری:  
- ۱۹ فیلم کوتاه (FMV) که در بسته‌های رایانه شخصی وجود نداشتند.  
- این فیلم‌ها مأموریت‌ها را معرفی می‌کنند و شامل ژنرال‌های دو جناح هستند:  
  - ژنرال کارویل (متفقین) که بعداً در Red Alert 2 ظاهر می‌شود.  
  - ژنرال توپولوف (شوروی) که دیگر در سری دیده نشد.  
دسترسی امروزی:  
- این فیلم‌ها در نسخه The Lost Files (مُد غیررسمی) به نسخه رایانه شخصی اضافه شدند.  
- همچنین در Command & Conquer Remastered Collection به صورت رسمی گنجانده شده‌اند.  
- ریتالییشن در سال‌های ۲۰۰۸ (اروپا) و ۲۰۰۹ (آمریکای شمالی) از طریق PlayStation Network برای PSP و PS3 قابل دانلود بود.  
جایزه:  
این بازی نامزد جایزه بهترین استراتژی سال از طرف مجله GamePro شد، اما به Pokémon Red و Blue باخت.